# Fliegenpilzei

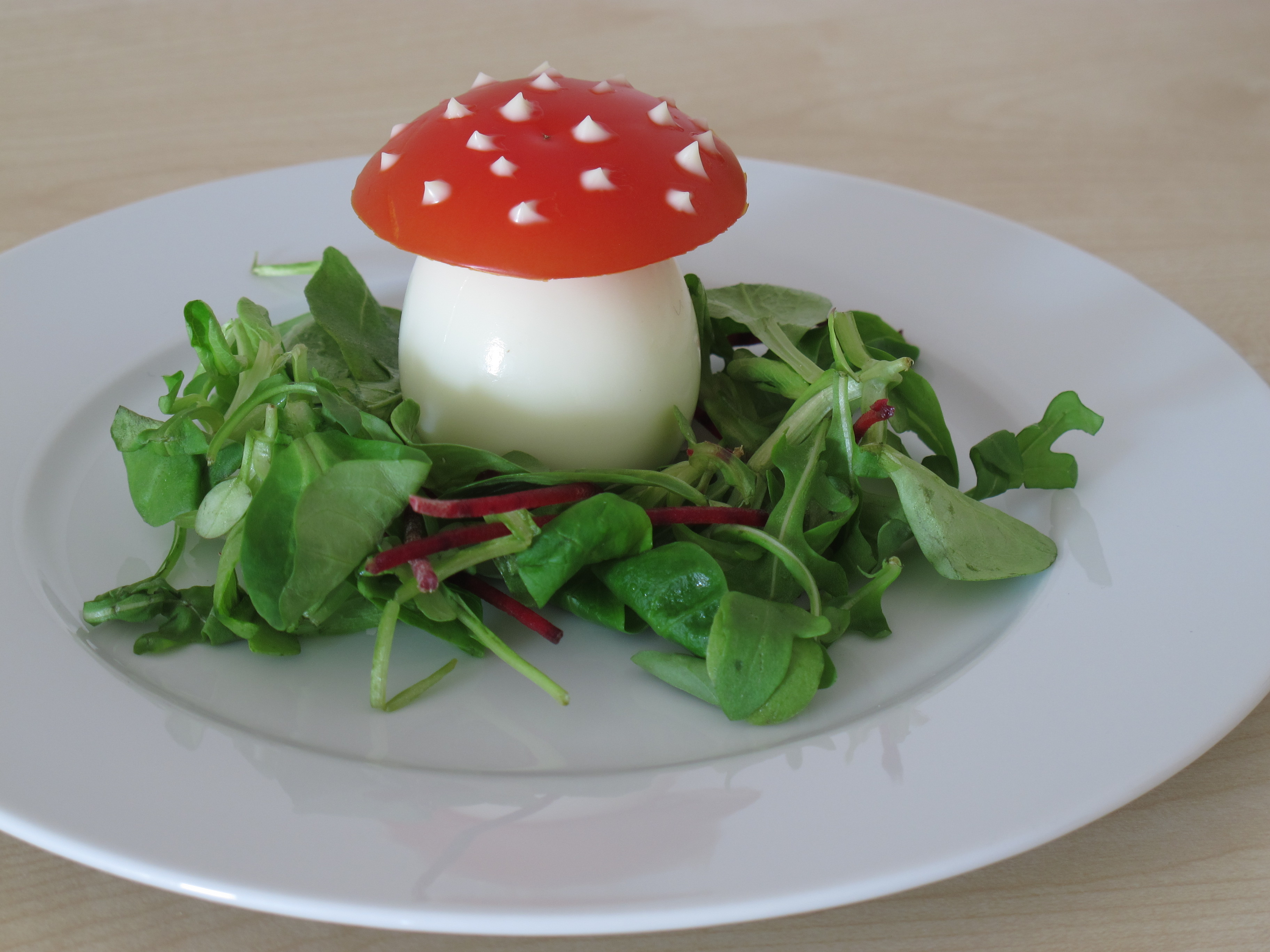
Fliegenpilzei

Ein Fliegenpilzei oder Fliegenpilz ist ein kaltes Gericht aus gekochtem Ei, Tomate und Mayonnaise, das vor allem zur Garnierung von kalten Platten oder Buffets dient.
Zur Zubereitung wird ein Ei hartgekocht, geschält und das breite Ende etwas abgeschnitten, um es senkrecht auf einen Teller mit etwas Blattsalat o. ä. stellen zu können. Eine Tomate wird quer durchgeschnitten, der untere Teil (ohne Stielansatz) wird ausgehöhlt und (eventuell mit etwas Mayonnaise im Inneren) auf das Ei gestülpt. Schließlich werden auf die Tomate einige Mayonnaisetupfer gesetzt, so dass das Gericht deutlich an einen Fliegenpilz erinnert. 
Ein vergleichbares Gericht sind Fliegenpilztomaten.
Kalte Platten mit Fliegenpilzeiern zu servieren, kam in den 1950er-Jahren in Mode. Ebenso wie Fliegenpilztomaten, Käsespieße mit Weintrauben, Mett- und Käseigel oder Schinkenröllchen und -tüten gehörten sie bis in die 1970er-Jahre zum Standardrepertoire von kalten Buffets, besonders in Privathaushalten.